# Meister des Poliphilo

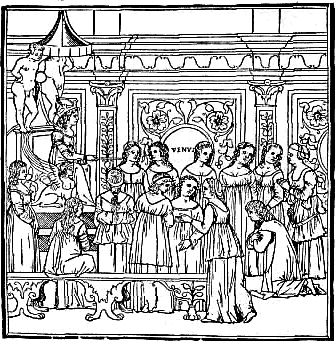
Meister des Poliphilo (Entwurf): Holzschnitt aus Hypnerotomachia Poliphili ubi humana omnia nisi somnium esse docet. Venedig 1499

Meister des Poliphilo wird der namentlich nicht bekannte italienische Zeichner und Maler genannt, der die Holzschnitte für die Erstausgabe des Buches Hypnerotomachia Poliphili (Traumliebestreit des Poliphilo) aus dem Jahre 1499 entworfen hat. Trotz der stilistischen Einheit der 172 Holzschnitte auf den 450 Seiten in diesem Werk bleibt die Identität des wohl in Venedig oder Umgebung tätigen Meisters anonym und die Versuche eines Stilvergleichs und einer Zuordnung an einen bestimmten Künstler oder eine Schule umstritten. Die Illustrationen des Poliphilo gelten als eine wichtige Vorlage und Inspiration nachfolgender Maler der Renaissance bis hin zum Barock.

## Identifizierung
Seit Benennung des Meister des Poliphilo wurde immer wieder versucht ihn zu identifizieren. Es wurde z. B. vorgeschlagen, durch Stilvergleich die Hand der folgenden Künstler in seinem Werk zu sehen: Giovanni Bonconsigli, Botticelli, Cima da Conegliano, Franco Francia, Benozzo Gozzoli, Benedetto Montagna, Pinturicchio, Titian oder Palma Vecchio.

## Einfluss des Autors auf die Motive
Motive und Erzählweise der Holzschnitte stehen dem Text sehr nahe, daher wird vermutet, dass der Autor des Textes in der heute verlorenen handschriftlichen Vorlage auch Anweisungen an den Künstler der Holzschnitte gab. Solche Harmonie des Textes mit den Bildern ist zur Zeit des Druckes des Buches im Vergleich mit anderen illustrierten gedruckten Büchern mit weltlichem Inhalt noch ungewöhnlich, in diesen unterbricht die Illustration oft den Text. Das Zusammenspiel von Text und Bild und die Zusammenarbeit von Autor und Zeichner im Hyperotomachi deuten auf ein neues humanistisch geprägtes Verstehen hin, in dem der Autor seine genaueren, aus Beobachtung der Natur und Wirklichkeit entstandenen Vorstellungen nicht nur durch Text, sondern auch durch Illustrationen belegen will.